# Guido De Ruggiero
Guido De Ruggiero (Nápoles, 23 de marzo de 1888 – Roma, 29 de diciembre de 1948) fue un historiador de la filosofía, profesor universitario y político italiano.

## Biografía
De Ruggiero fue profesor de Historia de la filosofía en la Universidad de Mesina desde 1923 y, más tarde, en la Universidad de Roma desde 1925. Pronto se adhirió al idealismo de Giovanni Gentile y Benedetto Croce y se identificó con su afirmación de los valores del liberalismo, que hizo de él uno de los principales exponentes de la resistencia al Fascismo. En 1925 fue uno de los firmantes del Manifiesto de los intelectuales antifascistas, impulsado por el napolitano Benedetto Croce. Fue expulsado de la universidad en 1942, arrestado más tarde y liberado el 25 de julio de 1943.
Fue uno de los fundadores del Partido de Acción. Más tarde fue rector de la Universidad de Roma, entre 1943 y 1944 y posteriormente ocupó el cargo de ministro de Educación Pública en el gobierno de Ivanoe Bonomi (1944).
Fue autor, entre otras obras, de una impresionante Historia de la filosofía en 13 volúmenes, publicados entre los años 1918 y 1948, y La Historia del liberalismo europeo, publicado en 1925, en la Editorial Laterza. Un libro particularmente notable fue Existencialismo: la filosofía de la existencia, en el que aclara los principios de cada pensador existencialista y proporciona una valiosa visión del movimiento como un todo.

## Obras
Los siguientes trabajos fueron traducidos al inglés:
- La Filosofía moderna, G. Allen & Unwin, ltd., (1921).

- La Historia del Liberalismo Europeo traducido por R. G. Collingwood (1927)